# Juan Pablo Lopez
Juan Pablo Lopez (sinh ngày 7 tháng 7 năm 1984) là một cầu thủ bóng đá người Argentina.

## Sự nghiệp câu lạc bộ
Juan Pablo Lopez đã từng chơi cho Tokyo Verdy.